# 全日本医学生自治会連合
全日本医学生自治会連合（ぜんにほんいがくせいじちかいれんごう）は、大学医学部学生自治会の連合組織である。略称は医学連（いがくれん）。医学部学生自治会の過半数、27自治会が加盟している。1984年に結成された。かつては国公立大学医学部学生自治会のみが参加していたが、2020年私大医学部として初めて近畿大学医学部学生自治会が加盟した。「全国医学生ゼミナール」（医ゼミ）の主催団体の一つである。